# Donji Lapac
Donji Lapac je naselje na Hrvaškem, ki je občinsko središče središče v Liško-senjski županiji. Občina Donji Lapac je bila pred letom 1995 znana kot najbolj etnično "čista" srbska oz. pravoslavna občina na Hrvaškem. 

## Demografija
| Pregled števila prebivalcev po letih | Pregled števila prebivalcev po letih | Pregled števila prebivalcev po letih | Pregled števila prebivalcev po letih | Pregled števila prebivalcev po letih | Pregled števila prebivalcev po letih | Pregled števila prebivalcev po letih | Pregled števila prebivalcev po letih | Pregled števila prebivalcev po letih | Pregled števila prebivalcev po letih | Pregled števila prebivalcev po letih | Pregled števila prebivalcev po letih | Pregled števila prebivalcev po letih | Pregled števila prebivalcev po letih | Pregled števila prebivalcev po letih |
| ------------------------------------ | ------------------------------------ | ------------------------------------ | ------------------------------------ | ------------------------------------ | ------------------------------------ | ------------------------------------ | ------------------------------------ | ------------------------------------ | ------------------------------------ | ------------------------------------ | ------------------------------------ | ------------------------------------ | ------------------------------------ | ------------------------------------ |
| 1857                                 | 1869                                 | 1880                                 | 1890                                 | 1900                                 | 1910                                 | 1921                                 | 1931                                 | 1948                                 | 1953                                 | 1961                                 | 1971                                 | 1981                                 | 1991                                 | 2001                                 |
| 1237                                 | 1475                                 | 1466                                 | 1142                                 | 1102                                 | 1140                                 | 1014                                 | 1008                                 | 667                                  | 726                                  | 1001                                 | 1286                                 | 1590                                 | 1791                                 | 812                                  |